# Pig Destroyer
Pig Destroyer (рус. Уничтожитель свиней) — американская грайндкор группа, образована в 1997 году.
Первоначально название команды предполагалось «Cop Killer» или «Cop Destroyer», но было отвергнуто группой как бестактное, и участники остановились на названии «Pig Destroyer» (слово «pig» употребляется в американском сленге в значении «полицейский»).
Отличительными чертами творчества команды, являются высокая скорость исполнения, техническая безупречность, дикая агрессия, переходящая грань истерии.
Высокий вокал, используемый группой, выглядит более характерным для краст или powerviolence исполнителей, однако используется и низкий гроулинг. Pig Destroyer не использовали бас-гитару до 2015 года.
В 2000 году один из наиболее значимых метал-лейблов Relapse Records заключил c командой контракт, и в июле 2000 года выпустил сплит (совместный релиз)с группой Isis на 7 дюймовой виниловой пластинке.
Альбом «38 Counts of Battery» (2001) явился компиляцией всех предыдущих релизов Pig Destroyer до 2000 года, который включал ранее изданные сплиты с Gnob и Orchid, их дебютный альбом «Explosions In Ward 6», и демозапись 1997 года.
«Prowler in the Yard», выпущенный в 2001 году, был первой из записей группы, действительно позволивший группе прорваться контекстуально. Получивший положительные отзывы таких журналов как «Kerrang!» и «Terrorizer», он позволил Pig Destroyer стать хедлайнерами фестивалей «New England Metal and Hardcore Festival» и «Relapse Records CMJ Showcase», а также в 2003 на «Relapse Contamination Fest», где группа выступала на одной площадке с High on Fire и The Dillinger Escape Plan.
Альбом 2004 года «Terrifyer» показал куда более чистое звучание и более сложные и длинные тексты написанные вокалистом группы. Журнал  Rolling Stone поставил этот альбом на 88 место в списке лучших метал альбомов всех времён.
Релиз альбома «Phantom Limb» (2007) на Relapse Records, и музыкальное видео на песню «Loathsome», дебютировавшее на канале MTV2 в программе «Headbanger’s Ball» в конце 2007 года, закрепили за Pig Destroyer звание одной из самый лучших современных грайндкор команд.
«Book Burner» — пятый альбом Pig Destroyer, и первый с 2007 года, издан 23 октября 2012 года на Relapse Records.
На 7 сентября 2018 года запланирован релиз нового альбома команды под названием «Head Cage» на Relapse Records.
10 июля 2018 года группа выпустила первый сингл к грядущему осенью альбому -  «Army of Cops».

## Участники
- J. R. Hayes — Основной вокал
- Scott Hull — Гитара
- Adam Jarvis — Ударные
- Travis Stone — Бас-гитара
- Alex Cha — Электроника, Бэк-вокал

### Бывшие участники
- John Evans — Ударные (1997—1998)
- Brian Harvey — Ударные (1998—2011)
- John Jarvis — Бас-гитара (2015—2019)
- Blake Harrison — Электроника, Бэк-вокал (2004—2022; умёр в 2024)

### Концертные Участники
- Donna Parker — Электроника (2006)
- Jessica Rylan — Клавишные (2006)

## Дискография

### Студийные альбомы
- Explosions in Ward 6 (1998)
- Prowler in the Yard (2001)
- Terrifyer (2004)
- Phantom Limb (2007)
- Book Burner (2012)
- Head Cage (2018)

### Сплиты
- Orchid / Pig Destroyer (1997)
- Pig Destroyer / Gnob (1999)
- Isis / Pig Destroyer (2000)
- Benümb / Pig Destroyer (2002)
- Pig Destroyer / Coldworker / Antigama (2007)

### Дэмо и синглы
- Demo (1997)
- 7" picture disc (2000)
- 38 Counts of Battery (2000)
- Painter of Dead Girls (2004)
- Natasha (2008)
- Mass & Volume (2013)
- «The Octagonal Stairway» (Adult Swim Singles Series, 2013)

### Компиляции
- Contaminated 3.0 (2000)
- Contaminated 5.0 (2003)
- Contaminated, Vol. 6 (2004)
- Relapse Contamination Festival 2003 DVD (2004)
- BMA vs Metal Blade vs Robotic Empire: Sampler 2004 (2004)
- Contaminated: Relapse Records Sampler, Vol. 7 (2005)
- Relapse Records Extreme Music Sampler (2005)
- We Reach: The Music of the Melvins — «Claude» (2005)
- Grind Your Mind — A History of Grindcore (2008)